# Night Owl (album Gerry Rafferty)
Night Owl è il terzo album in studio del cantautore britannico Gerry Rafferty, pubblicato nel 1979 dall'etichetta discografica United Artists.
L'album è prodotto da Hugh Murphy e lo stesso interprete, che è autore completo dei brani. Gli arrangiamenti sono curati da Graham Preskett.
Dal disco vengono tratti tre singoli: l'omonimo Night Owl, Days Gone Down e Get It Right Next Time.

## Tracce
Lato A
1. Days Gone Down (Still Got the Light in Your Eyes) – 6:31
2. Night Owl – 6:11
3. The Way That You Do It – 5:08
4. Why Won't You Talk to Me? – 3:59
5. Get It Right Next Time – 4:40

Lato B
1. Take the Money and Run – 5:48
2. Family Tree – 5:55
3. Already Gone – 4:54
4. The Tourist – 4:14
5. It's Gonna Be a Long Night – 4:22